# Bogusław Szybalski
Bogusław Olgierd Szybalski (ur. 18 sierpnia 1945 w Bad Bevensen) – polski związkowiec, działacz opozycji demokratycznej w okresie PRL.

## Życiorys
W 1963 ukończył II Liceum Ogólnokształcące w Gdyni, studiował następnie na Politechnice Gdańskiej, skąd został relegowany w 1968 za udział w protestach marcowych. Pracował w różnych zawodach, m.in. jako liczman, sprzedawca i konwojent, a w latach 70. jako kierowca i operator Przedsiębiorstwie Sprzętowo-Transportowym Budownictwa Transbud w Gdyni. W grudniu 1970 został zatrzymany w trakcie demonstracji, następnie pobity, zwolniono go w styczniu 1971.
W sierpniu 1980 brał udział w strajku solidarnościowym w Transbudzie w Elblągu. We wrześniu 1980 wstąpił do „Solidarności”, wchodził w skład prezydium zarządu Regionu Elbląskiego związku, był delegatem na I Krajowy Zjazd Delegatów w Gdańsku i członkiem Komisji Krajowej NSZZ „S”. Po wprowadzeniu stanu wojennego internowany 13 grudnia 1981, osadzony w różnych ośrodkach. Uciekł z Nowego Łupkowa 15 września 1982. W styczniu 1983 na krótko zatrzymany, w kolejnych latach inwigilowany, zatrzymywany i poddawany przesłuchaniom. Kontynuował działalność opozycyjną w ramach sekcji transportowej Tymczasowej Komisji Koordynacyjnej. Zajmował się także dostawcą sprzętu i materiałów poligraficznych dla wydawnictw drugiego obiegu. Uczestniczył również w kolportażu publikacji Instytutu Literackiego w Paryżu, a także akcjach pomocy osobom represjonowanym i ich rodzinom. W lipcu 1987 tymczasowo aresztowany po zatrzymaniu w czasie transportu materiałów poligraficznych, w grudniu tegoż roku skazany na karę 1 roku i 6 miesięcy pozbawienia wolności, osadzony do maja 1988, kiedy to uzyskał przerwę w karze. Z powodu działalności opozycyjnej karany również przez kolegia ds. wykroczeń.
W 1989 był sekretarzem biura organizacyjnego z Regionu Elbląskiego związku, w pierwszej połowie lat 90. działał w KLD. W 2010 przeszedł na emeryturę.
W 2014, za wybitne zasługi w działalności na rzecz przemian demokratycznych w Polsce, odznaczony Krzyżem Komandorskim Orderu Odrodzenia Polski.